# Ribes orientale
Ribes orientale är en ripsväxtart som beskrevs av René Louiche Desfontaines. Ribes orientale ingår i släktet ripsar, och familjen ripsväxter. Inga underarter finns listade i Catalogue of Life.

## Bildgalleri

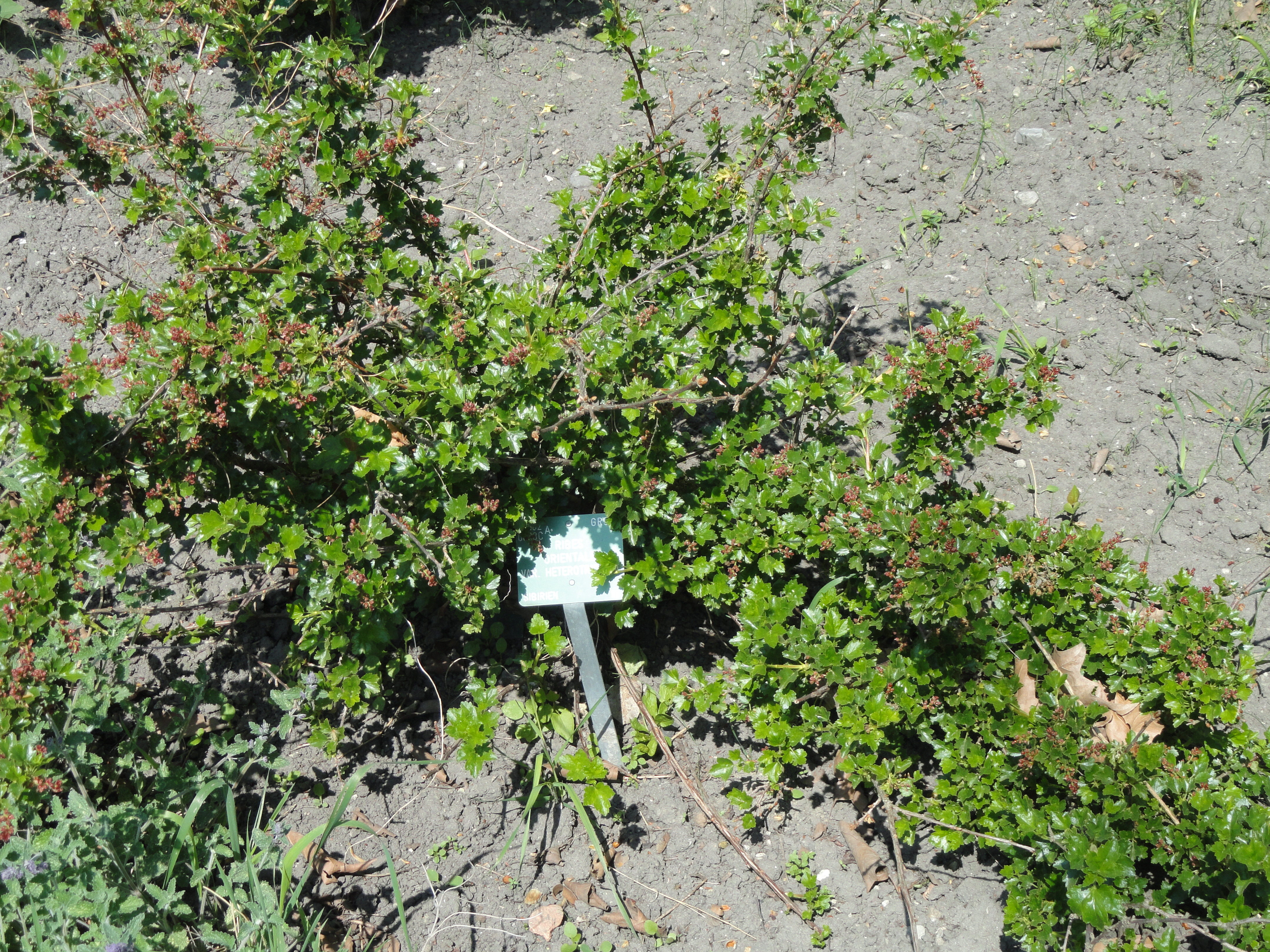